# Армстронг, Роберт
Роберт Армстронг (англ. Robert William Armstrong; 20 ноября 1890 — 20 апреля 1973) — американский актёр, известный прежде всего благодаря исполнению роли Карла Дэнхема в фильмах «Кинг-Конг» и «Сын Конга» (1933).

## Биография
Роберт Уильям Армстронг родился в Сагино, штат Мичиган в 1890 году. В возрасте двенадцати лет переехал в Сиэтл. Во время обучения в Вашингтонском университете начал писать театральные сценарии, а также участвовать в постановках. Во время Первой мировой войны служил в армии США. В 1926 году начал выступать в лондонских театрах. С 1927 года снимается в кино, первая картина — немой фильм Шарля Пате «The Main Event».
В 1933 году Армстронг сыграл одну из главных ролей в культовых картинах «Кинг-конг» и «Сын Конга». Прототипом персонажа Армстронга, смелого и целеустремлённого режиссёра Карла Дэнхама, стал продюсер фильма Мериан Купер. Из-за внешнего сходства с Купером, продюсером «Кинг-конга», Армстронг снялся ещё в нескольких фильмах продюсера в ролях, которые в той или иной мере были основаны на личности самого Купера. В 1930-е и 1940-е Армстронг активно снимался, его фильмография насчитывает более 100 картин.
В 1949 году коллектив авторов и продюсеров, ранее снявший «Кинг-конга», снял другой приключенческий фильм об огромной горилле, «Могучий Джо Янг», где Армстронг исполнил главную роль.
Армстронг активно снимался до начала 1960-х, уйдя на покой в 1963 году. 20 апреля 1973 года Армстронг скончался в своём доме в Санта-Монике в возрасте 82 лет. Похоронен на Вествудском кладбище в Лос-Анджелесе.

## Избранная фильмография
- 1928 — The Cop
- 1929 — The Woman from Hell
- 1929 — Big News
- 1929 — The Racketeer
- 1930 — «Огни опасности» / Danger Lights
- 1930 — Paid
- 1930 — Be Yourself!
- 1932 — The Most Dangerous Game
- 1933 — «Кинг-Конг» — Карл Дэнхем
- 1933 — «Сын Конга» — Карл Дэнхем
- 1933 — Blind Adventure
- 1934 — Search for Beauty
- 1934 — She Made Her Bed
- 1934 — Kansas City Princess
- 1935 — Джимены — Джеффри «Джеф» Маккорд
- 1935 — Remember Last Night?
- 1935 — Little Big Shot
- 1937 — It Can't Last Forever
- 1937 — The Girl Said No
- 1939 — Unmarried
- 1939 — Winter Carnival
- 1940 — Service with the Colors
- 1941 — «Пикирующий бомбардировщик» — Арт Лайонс
- 1942 — Let's Get Tough!
- 1943 — The Mad Ghoul
- 1943 — Adventures of the Flying Cadets
- 1944 — Mr. Winkle Goes to War
- 1945 — «Сокол в Сан-Франциско» - Дюк Монетт / Де Форрест Маршалл
- 1945 — Gangs of the Waterfront
- 1945 — Кровь на солнце
- 1946 — «Западня» — Фрэнк Олинс
- 1947 — «Козёл отпущения» — Мэк Маклейн
- 1947 — «Беглец» — сержант полиции
- 1948 — Return of the Bad Men
- 1949 — The Lucky Stiff
- 1949 — «Могучий Джо Янг» — Макс О’Хара
- 1949 — Дневник Криминального доктора — Джордж «Голди» Харриган
- 1955 — «Двойная опасность» — Сэм Бэгготт